# بت-ات-هوم
بت-ات-هوم (انگلیسی: Bet-at-home.com) شرکت بازی ویدئویی آلمانی است، که در سال ۱۹۹۹ تأسیس شد.